# Sant Pere Sacarrera
Sant Pere és una capella catalogada a l'Inventari del Patrimoni Arquitectònic de Catalunya al nucli de Sant Pere Sacarrera. La capella de Sant Pere es troba documentada el 1030. Ha estat modificada posteriorment en diverses ocasions. La capella de Sant Pere, dintre del casc del poble, adossada a altres construccions, té una sola nau, coberta de teula a dues vessants i absis semicircular amb arcs cecs i bandes llombardes. El campanar és d'espadanya d'un sol arc amb campana. S'hi accedeix per una porta lateral d'arc adovellat. Hi ha una porta i una finestra rodona tapiades. L'obra ha estat modificada. El material de construcció és la pedra.